# Río Abazinka (Kubán)
El río Abazinka o Tojtamish (en ruso: Абазинка, Тохтамы́ш) es un río del raión Prikubanski de Karacháyevo-Cherkesia, en Rusia, afluente por la derecha del río Kubán.
El nombre del río proviene del etnónimo abaza.
Tiene el código 0116469 del Catálogo nacional de los nombres geográficos.

## Curso
El río nace en las vertientes septentrionales del Gran Cáucaso, 700 m al noroeste de Lesnói, muy cerca de las fuentes del Ovechka y del Tamlik. Su curso, de 35 km, discurre hacia el noroeste, dejando en sus orillas Pristan, Koidan, Nikoláyevskoye, tras lo que cruza el Gran Canal de Stávropol, Známenka, Cherkesk y Chapáyevskoye antes de desembocar en la orilla derecha del río Kubán.

## Historia
Durante la guerra ruso-turca de 1787-1792, en este río, a 10 verstas de su desembocadura, el 30 de septiembre de 1790, un ejército turco de 25.000 hombres, bajo el mando del serasker de Anapa Batal Pashá, fue derrotado por un destacamento ruso bajo el mando del mayor general Johann Hermann von Fersen en la batalla del río Tojtamish.